# Wondżiny

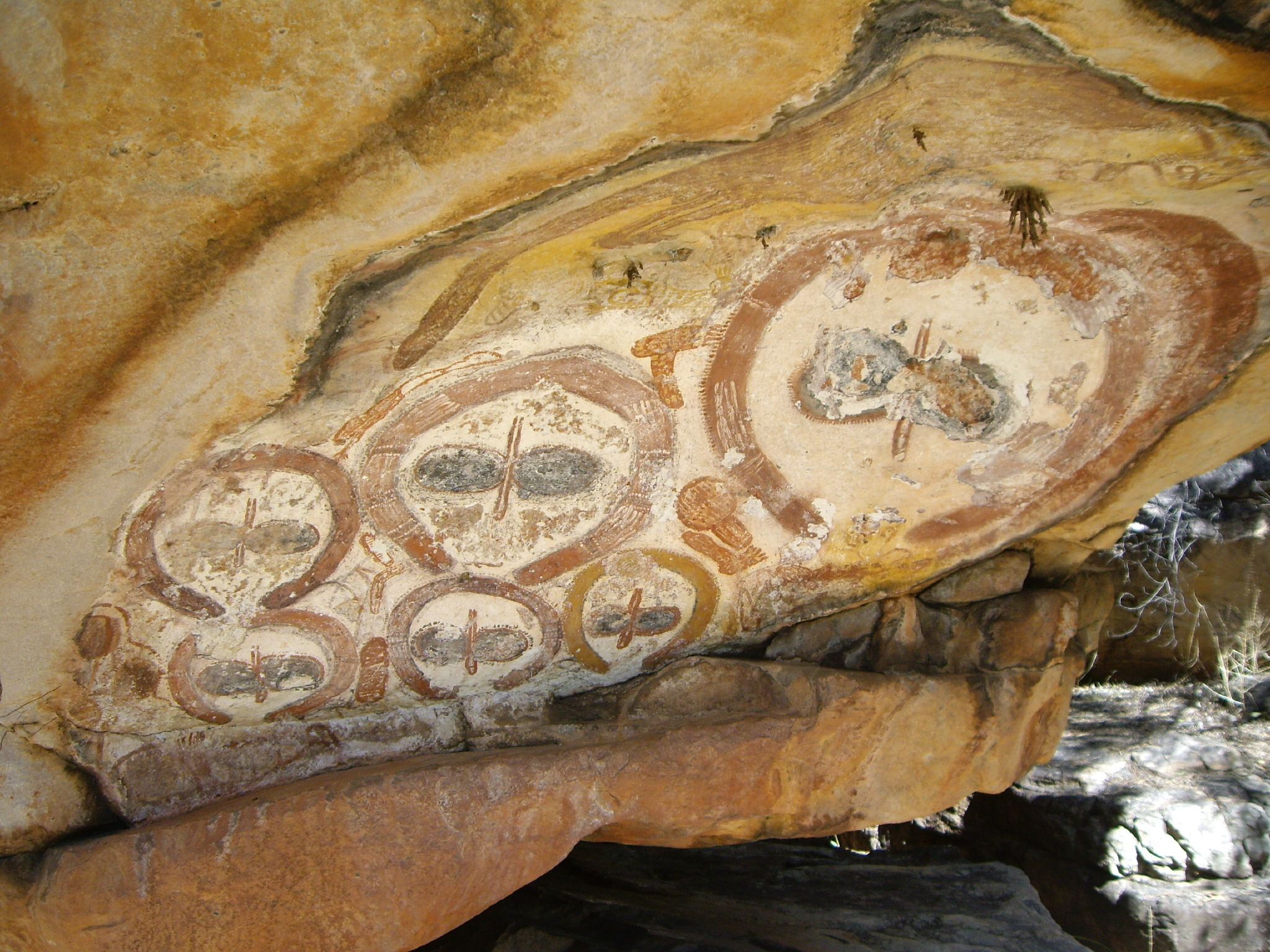
Naskalne wizerunki wondżinów, region Kimberley w Australii Zachodniej

Wondżiny (wondjina) – w wierzeniach australijskich Aborygenów nadprzyrodzone istoty stanowiące personifikację deszczu. Wondżiny są istotami świata podziemnego, zamieszkują źródła, kałuże i inne zbiorniki wodne. Odpowiadają za zsyłanie na ziemię burz oraz zarodków dzieci.
W Czasie Snu wondżiny przemierzały świat, formując go i zaludniając. Później odeszły w podziemne wody, pozostały jednak ich naskalne wizerunki. Na malowidłach tych wondżiny przedstawione są jako nie w pełni uformowane istoty, pozbawione ust. Ich pomalowana na biało twarz symbolizuje życiodajną wodę, zaś czerwona aureola wokół głowy oznacza krew płynącą w żyłach ludzi i zwierząt. Zgodnie z wierzeniami Aborygenów przedstawienia wondżinów należy odnawiać co roku przed nadejściem pory deszczowej, gdyby bowiem rysunek zniknął, odszedłby także przedstawiony na nim wondżin, co przyniosłoby suszę i nieurodzaj.